# Nerocila lanceolata
Nerocila lanceolata är en kräftdjursart som först beskrevs av Thomas Say 1818.  Nerocila lanceolata ingår i släktet Nerocila och familjen Cymothoidae. Inga underarter finns listade i Catalogue of Life.